# Januário Correia Fernandes
Januário Correia Fernandes foi um político brasileiro.
Foi negociante em Desterro.
Foi tenente da 2ª Companhia do 1º Regimento de Infantaria de Milícias, em 17 de outubro de 1823.
Foi deputado à Assembleia Legislativa Provincial de Santa Catarina na 9ª legislatura (1852 — 1853).